# Nogometni klub Beltinci
Nogometni klub Beltinci (kratica NK Beltinci) je nekdanji slovenski nogometni klub.
Klub je med letoma 1991 in 2000 igral v 1. slovenski nogometni ligi. Zaradi finančnih in organizacijskih težav je nato izpadel iz prve lige in vse do leta 2006 igral v nižjih ligah, nakar je dokončno razpadel.
Kot naslednik kluba je bil ustanovljen klub pod imenom ND Beltinci, ki je v sezoni 2007/2008 začel nastopati v najnižjem rangu tekmovanja.

## Zgodovina nogometa v Beltincih
Nogomet ima v Beltincih dolgoletno tradicijo. Z njim so se začeli ukvarjati že ob koncu dvajsetih let. Sprva so ga igrali na zelenici pri farni cerkvi, potem pa se je igranje preselilo na pašnik, na južni strani sedanjega stadiona. Prvo igrišče je bilo urejeno ob cesti Beltinci - Gančani, ki so ga uporabljali do leta 1941, ko je dejavnost zaradi vojne za nekaj časa zamrla. Leta 1942 je takratna grofica dovolila, da so za 10 metrov razširili telovadišče ob koncu vasi. Na tem igrišču so igrali prijateljske tekme v času druge svetovne vojne. Po osvoboditvi pa je Državno posestvo Beltinci nogometašem zemljišče odvzelo. V zameno so dobili na voljo zemljišče v sedanji Cankarjevi ulici.

### 1949 - 1990
Leta 1946 je bil v Beltincih ustanovljen prvi nogometni klub pod imenom Nogometni klub Mladost Beltinci, ki je bil registriran pri Mariborski nogometni podzvezi, nogometaši pa so se vključili tudi v tekmovanje okrajne nogometne lige in ga štejemo za mejnik organiziranega nogometa v Beltincih. Žal pa je klub čez nekaj časa prenehal delovati.
Leta 1954 je bil ustanovljen klub pod imenom Nogometni klub Beltinci, moštvo pa je tekmovalo v vzhodni skupini Nogometne podzveze Maribor. Zaradi organizacijskih, kadrovskih in finančnih težav so prenehali tekmovati, delo v klubu pa je zamrlo. Za beltinski nogomet je bilo prelomno leto 1960, ko so delo v klubu zopet oživeli in se vključili v tekmovanje pomurske nogometne lige. Leta 1973 je pokroviteljstvo prevzela Tovarna pletenin Beltinka iz Beltinec in klub se je preimenoval v Nogometni klub Beltinka. V času pred osamosvojitvijo Slovenije so bili beltinski nogometaši sedemkrat prvaki pomurske nogometne lige in štirikrat prvaki prve soboške medobčinske nogometne lige. Pet let so uspešno tekmovali v vzhodni skupini slovenske conske nogometne lige, leto dni so nastopali v mariborsko-soboški nogometni ligi, dve leti pa v vzhodni območni slovenski ligi.

### 1991 - 1999
Po osamosvojitvi Slovenije, leta 1991, so nogometaši Beltinke iz Beltinec postali prvaki v območni nogometni ligi vzhod in se prvič uvrstili v najvišji razred - prvo državno nogometno ligo, 

### 2000 - 2006
Zaradi finančnih in organizacijskih težav je Nogometni klub Beltinci na koncu sezone 2005/2006 razpadel. K razpadu kluba je pripomogel predvsem veliki finančni dolg iz časa igranja v prvi ligi in katastrofalna organizacija kluba. Klub je bil zaradi odhoda večine igralcev prisiljen odpovedati nastop v naslednji sezoni. Danes Nogometni klub Beltinci tudi pravno formalno ne obstaja več.

### 2006 do danes
Kot naslednik kluba je bil ustanovljen klub pod imenom ND Beltinci, ki je v letošnji sezoni začel nastopati v 2.MNL Murska Sobota (6. liga).

## Znameniti nogometaši
- Štefan Škaper
- Vlado Miloševič
- Stanislav Kuzma
- Milan Osterc
- Marinko Šarkezi
- Boštjan Zemljič
- Emir Džafič
- Boško Boškovič
- Issah Moro
- David Adjei
- Vais Jengurazov
- Sašo Vorobjov
- Sergej Neiman
- Cosmin Lucian Popescu
- Goran Gutalj

## Uvrstitve
| Sezona    | Mesto | Liga                    |
| --------- | ----- | ----------------------- |
| 1991/1992 | 13    | 1.SNL                   |
| 1992/1993 | 14    | 1.SNL                   |
| 1993/1994 | 6     | 1.SNL                   |
| 1994/1995 | 5     | 1.SNL                   |
| 1995/1996 | 6     | 1.SNL                   |
| 1996/1997 | 9     | 1.SNL                   |
| 1997/1998 | 9     | 1.SNL                   |
| 1998/1999 | 10    | 1.SNL                   |
| 1999/2000 | 12    | 1.SNL                   |
| 2000/2001 | 13    | 2.SNL                   |
| 2001/2002 | 10    | 3.SNL vzhod             |
| 2002/2003 | 2     | 3.SNL vzhod             |
| 2003/2004 | 5     | 3.SNL vzhod             |
| 2004/2005 | 3     | Pomurska nogometna liga |
| 2005/2006 | 14    | 3.SNL vzhod             |